# Yves Michalon
Pour les articles homonymes, voir Michalon.
Yves Michalon, né le 7 janvier 1945 à Paris et mort dans la même ville le 9 mars 2022,,, est un communicant, écrivain et éditeur français.

## Biographie
Après 20 ans dans la communication (1974 création de l’agence MBC devenue en 1986 Bélier Rive Gauche, vice-président d'EuroRSCG France en 1992), il crée en 1990 l'association Est Libertés dont l'objet essentiel est de soutenir les efforts de démocratisation en Europe de l'Est et l'aide aux partis politiques démocratiques en Albanie, Bulgarie, Roumanie et Serbie (développement de programmes avec l'Union européenne, interface avec les partis politiques français…)

## Éditions Michalon
En 1994, création des Éditions Michalon qui publient des essais et documents sur les sujets de société. 
En 2012, elle est rachetée par  les Éditions L'Harmattan qui fondent alors Yves Michalon Editions. Yves Michalon reste responsable éditorial de la nouvelle structure : « Nous sommes contents de ce rachat, qui va nous permettre de développer notre marque et notre fonds en totale autonomie par rapport à l'Harmattan », déclare-t-il. Le 18 juin 2020, il annonce via une dépêche AFP son départ de sa maison d'édition.

## Publications
- Le pousse-caillou, Robert Laffont, 1979

Prix Paul-Flat de l’Académie française en 1980
- La Passion selon St Just, Albin Michel, 1981
- Des lézards et des hommes, Albin Michel, 1984
- Les heures supplémentaires, Albin Michel, 1988
- Boulevard de l’absolu, Albin Michel, 1992.
- Au royaume des crapauds fous surgit un merle blanc, Michalon, 2018, 290 p.